# C.P. Snow
Charles Percy Snow, publicerend als C.P. Snow (Leicester,  15 oktober 1905 – Londen, 1 juli 1980) was een Engels wetenschapper, politicus en schrijver.

## Leven
Snow studeerde natuurkunde aan de Universiteit van Leicester en Cambridge, was in de jaren dertig docent en werd in 1940 wetenschappelijk adviseur van de Engelse regering. Na de Tweede Wereldoorlog koos hij definitief voor een ambtelijke loopbaan. Hij werkte in de hoogste regionen en was onder andere “civil service commissioner”, een functie die hij tot 1960 bekleedde. In de jaren zestig was hij vervolgens onderminister voor technologie, een toen net nieuw ingesteld departement. 
In 1957 werd Snow geridderd en in 1964 werd hij in de adelstand verheven (niet-erfelijke rang) als Baron Snow.

## Werk
Naast zijn wetenschappelijke en politieke loopbaan was Snow ook schrijver. Hij debuteerde in 1934 met een detectiveroman, maar werd vooral beroemd door zijn Strangers and Brothers-reeks, waarin hij in een traditionele vertelstijl een beeld geeft van de Britse samenleving van de Eerste Wereldoorlog tot aan de jaren zestig. De nadruk van Snow ligt daarbij vooral op de wereld van de wetenschap en de politiek. Centraal thema is de ethiek van de macht.
Veel opzien baarde ook Snows rede The Two Cultures (1959), waarin hij de kloof tussen de literaire en de wetenschappelijke cultuur behandelt, alsook de rol van de wetenschappelijke revolutie in de beschaving. Hij bepleitte onder meer een grotere politieke rol voor wetenschapsmensen. De rede werd in 1962 genadeloos bekritiseerd door literatuurcriticus F.R. Leavis in The two cultures? The significance of C.P. Snow. Hierop publiceerde Snow The Two Cultures: A Second Look (1963).
In de jaren vijftig en zestig trad Snow vaak op als patroon van beginnende schrijvers, bijvoorbeeld Susan Hill.

### Fictie
Strangers and Brothers-serie
- George Passant, 1940
- The Light and the Dark, 1947
- Time of Hope, 1949
- The Masters, 1951; Nederlands: De masters
- The New Men, 1954
- Homecomings, 1956
- The Conscience of the Rich, 1958
- The Affair, 1959
- Corridors of Power, 1963; Nederlands: De wandelgangen van de macht
- The Sleep of Reason, 1968
- Last Things, 1970

Ander werk
- Death Under Sail, 1932
- New Lives for Old, 1933
- The Search, 1934
- The Malcontents, 1972
- In Their Wisdom, 1974
- A Coat of Varnish, 1979

### Non-fictie
- The two cultures, 1959
- Science and Government, 1961
- The two cultures and a second look, 1963
- Variety of men, 1967
- The State of Siege, 1968
- Public Affairs, 1971
- Trollope: His Life and Art, 1975
- The Realists, 1978
- The Physicists, 1981